# Helmut Gröttrup
Helmut Gröttrup (Colonia, 12 febbraio 1916 – Monaco di Baviera, 4 luglio 1981) è stato un ingegnere tedesco; collaborò con Wernher von Braun alla realizzazione della V2, e nel dopoguerra con i sovietici nel loro programma missilistico.

## Biografia
Gröttrup, durante la seconda guerra mondiale, collaborò con von Braun a Peenemünde nello sviluppo del razzo V2. In particolare, era un esperto di sistemi di guida. Dopo la sconfitta della Germania nazista, venne trasferito in Unione Sovietica insieme ad altri scienziati e tecnici tedeschi per contribuire allo sviluppo del locale programma missilistico.
Gröttrup assunse il comando di questo gruppo di scienziati che, alloggiati presso l'isola di Gorodmlya, costituirono la Filiale 1 dell'NII-88. Il loro lavoro fu molto importante nella realizzazione del razzo R-1 (nome in codice NATO: SS-1 Scunner), in pratica la copia sovietica della V2. Fu anche a capo del gruppo che lanciò le prime V2 da Kapustin Yar, nel 1946. Gröttrup progettò anche una serie di missili, che furono identificati con la lettera G: rimasero tutti sulla carta, ma alcune soluzioni furono implementate su altri modelli che entrarono effettivamente in servizio.
Tuttavia, non appena i sovietici furono in grado di realizzare missili in maniera autonoma, la partecipazione dei tedeschi diminuì rapidamente, tanto che gli scienziati furono rimpatriati nei primi anni cinquanta. Gröttrup fu l'ultimo ad andarsene, ed il 22 novembre 1953 raggiunse la Germania Ovest.
Successivamente divenne un inventore e, nel 1968, insieme a Jürgen Dethloff, ebbe l'idea di incapsulare un circuito integrato in un supporto di plastica. Si trattò di una scoperta che avrebbe aperto la strada alla smart card.